# Lichen ruber moniliformis
Der Lichen ruber moniliformis ist eine seltene, chronisch verlaufende entzündliche Hautkrankheit mit stark juckenden Papeln, Hyperkeratosen und Hautdefekten (Exkoriationen).
Synonyme sind: Lichenoide Trikeratose; Kaposi-Bureau-Barrière-Grupper-Syndrom; lateinisch Keratosis lichenoides chronica; Lichen verrucosus et reticularis; Porokeratosis striata; englisch Wise-Rein disease
Die Erstbeschreibung und Namensgebung erfolgte im Jahre 1886 durch Moriz Kaposi.
Die weiteren Namensbezeichnungen beziehen sich auf Beschreibungen aus dem Jahre 1936 durch den US-amerikanischen Dermatologen Fred Wise zusammen mit Charles R. Rein.

## Verbreitung und Ursache
Die Erkrankung tritt einmal gehäuft um das 20. und dann erneut um das 50. Lebensjahr auf, kann aber bereits bei Kindern vorkommen. Männer erkranken häufiger als Frauen.
Die Ursache ist nicht bekannt. Es könnte sich um eine Variante des Lichen ruber planus oder der Hyperkeratosis follicularis et parafollicularis in cutem penetrans (Morbus Kyrle) handeln.

## Klinische Erscheinungen
Klinische Kriterien sind:
- Hyperkeratotische, rotbraune, stark juckende Papeln flächig konfluierend
- Ausbreitung von einer Lokalisation aus, meist auf Rumpf und Streckseiten der Extremitäten
- Gesichtsbeteiligung wie bei seborrhoischem Ekzem oder Rosazea
- mögliche Beteiligung der Mundschleimhaut, des Kehlkopfes und der Augen sowie Veränderungen der Nägel

## Differentialdiagnose
Abzugrenzen sind:
- Morbus Darier
- Lichen ruber planus
- Lichen planus verrucosus
- Pityriasis rubra pilaris
- Hyperkeratosis follicularis et parafollicularis in cutem penetrans
- Parakeratosis variegata
- Lupus erythematodes